# بیل بیلی (بازیگر آمریکایی)
بیل بیلی (انگلیسی: Bill Bailey؛ زادهٔ ۱۹۳۸ میلادی) مؤلف، نویسنده و بازیگر اهل ایالات متحده آمریکا است.
از فیلم‌ها یا مجموعه‌های تلویزیونی که وی در آن‌ها نقش داشته‌است، می‌توان به پوآرو، سوپرمن، سوپرمن ۲، خارج از محدوده، داستان‌های باورنکردنی، آب، ایشتار، بله آقای وزیر، در مظان جرم، قطار مرگبار، بالتو و معجون زمان ۳ اشاره نمود.